# كهربة
الكَهْرَبة (ملاحظة 1) (بالإنجليزية: Electrification)‏ مصطلح في مجال العلوم الطبيعية والهندسية قد يحمل معنيين؛ الأول هو عملية توليد الشحن الكهربائية؛ والآخر هو تزويد المناطق النائية بالكهرباء وذلك بتوليدها ثم توزيعها.
عدت الأكاديمية الوطنية للهندسة عملية الكهربة والتزود بالكهرباء من أعظم الإنجازات في القرن العشرين.

## هوامش
- ملاحظة 1 الكهربة أو التكهرب أو الشحن بالكهرباء.[2] وقد يشير المصطلح إلى التزويد بالكهرباء.[6]